# 올드필드쥐속
올드필드쥐속(Thomasomys)은 비단털쥐과 목화쥐아과에 속하는 설치류 속의 하나이다. 통용명은 영국인 동물학자 올드필드 토마스(Oldfield Thomas)의 이름에서 유래했다. 핵 DNA 염기 서열 분석 결과에 의하면, 올드필드쥐속은 라고미스속(Rhagomys)의 자매군이다.

## 하위 종
| - 앤더슨올드필드쥐 (T. andersoni) - 아페코올드필드쥐 (T. apeco) - 황금올드필드쥐 (T. aureus) - 구슬눈쥐 (T. baeops) - 비단올드필드쥐 (T. bombycinus) - 흰끝올드필드쥐 (T. caudivarius) - 잿빛배올드필드쥐 (T. cinereiventer) - 잿빛올드필드쥐 (T. cinereus) - 황갈색올드필드쥐 (T. cinnameus) - 다프네올드필드쥐 (T. daphne) - 페루올드필드쥐 (T. eleusis) - 떠돌이올드필드쥐 (T. erro) - 가는올드필드쥐 (T. gracilis) | - 허드슨올드필드쥐 (T. hudsoni) - 삼림올드필드쥐 (T. hylophilus) - 잉카올드필드쥐 (T. incanus) - 긴꼬리올드필드쥐 (T. ischyrus) - 칼리노프스키올드필드쥐 (T. kalinowskii) - 레이듀올드필드쥐 (T. ladewi) - 부드러운털올드필드쥐 (T. laniger) - 큰귀올드필드쥐 (T. macrotis) - 단색올드필드쥐 (T. monochromos) - 흰발올드필드쥐 (T. niveipes) - 검은발올드필드쥐 (T. notatus) - 아샤닝카올드필드쥐 (T. onkiro) - 저산대올드필드쥐 (T. oreas) | - 파라모올드필드쥐 (T. paramorum) - 포파얀올드필드쥐 (T. popayanus) - 카하마르카올드필드쥐 (T. praetor) - 토마스올드필드쥐 (T. pyrrhonotus) - 로즈올드필드쥐 (T. rhoadsi) - 로살린다올드필드쥐 (T. rosalinda) - 숲올드필드쥐 (T. silvestris) - 타차노프스키올드필드쥐 (T. taczanowskii) - 우쿠차올드필드쥐 (T. ucucha) - 메리다올드필드쥐 (T. vestitus) - 피친차올드필드쥐 (T. vulcani) |